# Михельсон, Фрида
Фрида Михельсон (латыш. Frīda Mihelsone, 1906[…], Рига — 1982, Израиль) — израильская писательница родом из Латвии, этническая еврейка, пережившая Холокост. Она известна своими мемуарами «Я выжила в Румбуле», в которых рассказывается о Холокосте в Латвии, её жизни в Рижском гетто и о том, как ей удалось пережить расстрел в Румбульском лесу. Она была одной из трёх выживших.

## Биография

### До нацистской оккупации
Михельсон родилась в 1906 году в Яунгулбене, в Лифляндской губернии Российской империи (ныне Латвия). Она выросла в Вараклянах, но в 1930-х годах переехала в Ригу, чтобы работать швеей. 

### Период нацистской оккупации
В 1941 году, во время нацистской оккупации Латвии, она была заключена в Рижское гетто. В течение двух дней в конце 1941 года большинство узников Рижского гетто были вывезены в Румбульский лес на окраине Риги и убиты (см. Массовое убийство в Румбуле). Михельсон была свидетельницей первого дня, 30 ноября, когда она увидела, как тысячи евреев были вывезены из гетто. На другой день, 8 декабря, её также вывели из гетто и заставили идти маршем вместе с тысячами других людей в Румбулу. Однако ей удалось избежать смерти: она бросилась в снег при приближении к месту расправы. Затем она притворилась мёртвой. Остальных евреев заставили снять обувь и бросили её в кучу на голову Михельсон. Она продолжала притворяться мёртвой и прятаться под грудой обуви. Михельсон скрывалась в лесу в течение следующих трёх лет и с помощью местных жителей сумела пережить нацистскую оккупацию.

### После оккупации
Михельсон вышла замуж за Мордехая Михельсона, и у них родилось двое детей. В 1950 году Мордехай Михельсон был депортирован в Сибирь по ложным обвинениям. В 1971 году Фрида Михельсон с детьми покинула Советский Союз и переехала в Израиль. 

## Я выжила в Румбуле
В 1960-х годах Фрида Михельсон записала свои воспоминания о Холокосте и нацистской оккупации в Латвии на своём родном языке, идиш. Оригинал хранится в архиве Музея «Евреи в Латвии». Труды Михельсон были переведены на русский язык и адаптированы Давидом Зильберманом, в результате чего была создана книга «Я выжила в Румбуле». Позднее книга была переведена на английский и латышский языки. Немецкий перевод появился в 2020 году, спустя 60 лет после написания её воспоминаний.